# La Très Sainte Trinosophie

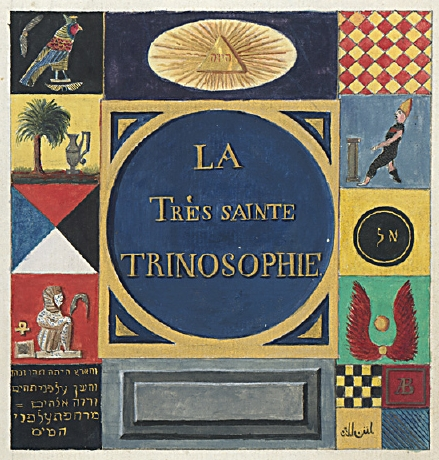
Page de titre du manuscrit de La Très Sainte Trinosophie (médiathèque du Grand Troyes).

La Très Sainte Trinosophie est un livre ésotérique illustré datant du XVIIIe siècle. Selon certaines sources, il aurait été rédigé par un personnage se faisant appeler « comte de Saint-Germain ». L'historien Gérald Massadié, auteur d'une biographie romancée du comte écrit : « On lui attribue la paternité d'un ouvrage kabbalistique et alchimique, La Très Sainte Trinosophie, mais peut-être est-il dû à son disciple, Cagliostro. »

## Description
Le texte intitulé La Très Sainte Trinosophie aurait été détruit par son possesseur (et peut-être auteur), le Comte de Saint-Germain au cours d’un de ses voyages. Il en subsiste une unique copie, un manuscrit portant la cote 2400 conservé par la médiathèque du Grand Troyes. 
Le texte, découpé en 12 chapitres illustrés chacun d’une figure allégorique, est richement décoré de nombreuses vignettes et culs-de-lampe rehaussés de couleurs. L'ouvrage se termine par une suite de 7 planches illustrées de figures plus ou moins géométriques accompagnées de signes et de tables.
Le texte manuscrit est obscur, il est supposé écrit par un prisonnier de l'Inquisition à l'adresse d'un certain « Philochale ». Il est truffé de symboles cabalistiques qui ressemblent à des hiéroglyphes et de citations en de nombreuses langues comme l’hébreu, le grec, l’arabe, le syriaque. Certains passages sont intraduisibles. Cet ouvrage semble constituer à la fois une fable alchimique et un manuel d’ésotérisme. Il est considéré comme l’un des textes majeurs de la littérature ésotérique, notamment par la société secrète de la Rose-Croix.
Selon certaines sources, la copie manuscrite de La Très Sainte Trinosophie (aujourd'hui à Troyes) a été saisie en 1789 à Rome par l’Inquisition sur l'aventurier Cagliostro lors de son incarcération au château Saint-Ange. Emportée en 1796 par les troupes du général Masséna lors de la prise de la ville par l'armée de Napoléon, elle a été achetée en 1855 par la bibliothèque de Troyes lors de la vente qui suivit le décès de François Victor Masséna, le fils du général.

## Éditions
- The Most Holy Trinosophia of the Count of Saint-Germain, Los Angeles, The Philosophical Research Society, 1933 (reprints), avec une introduction de Manley Palmer Hall.
- La Très Sainte Trinosophie. Édition intégrale du texte du manuscrit unique de la Bibliothèque de Troyes et des variantes des « Annales maçonniques » (1808), précédée d'une enquête bibliographique et historique par René Alleau, Paris, Denoël, 1971.